# 东北人民解放军

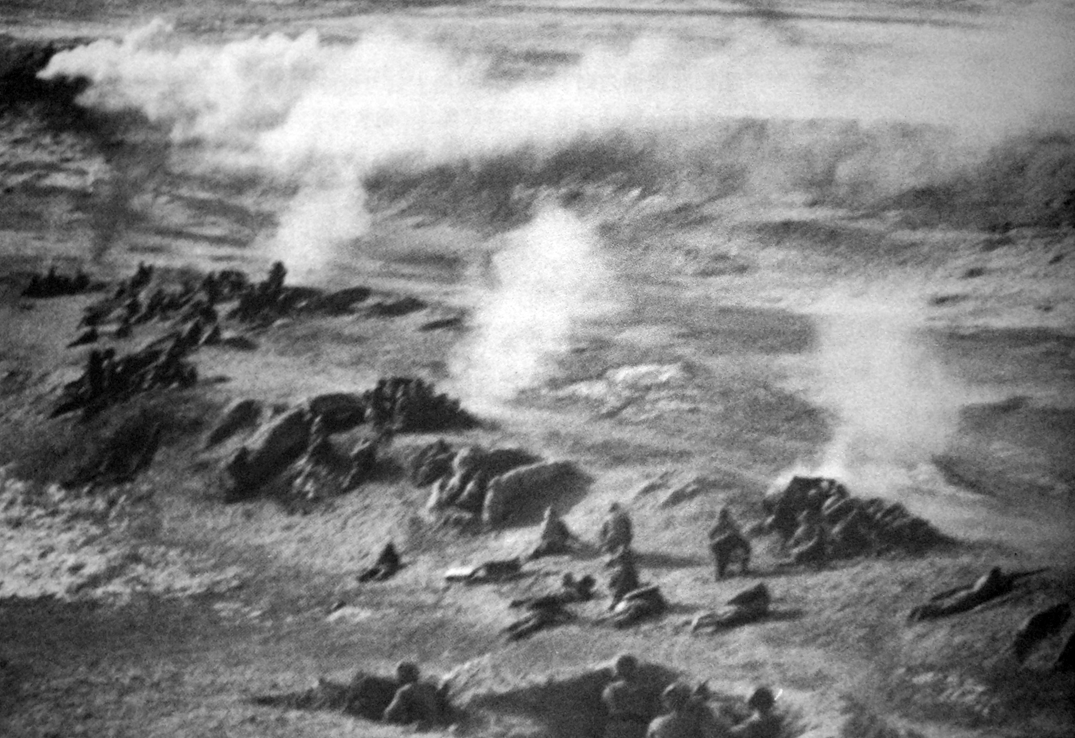
辽沈战役中黑山阻击战中的东北野战军在简陋的工事中

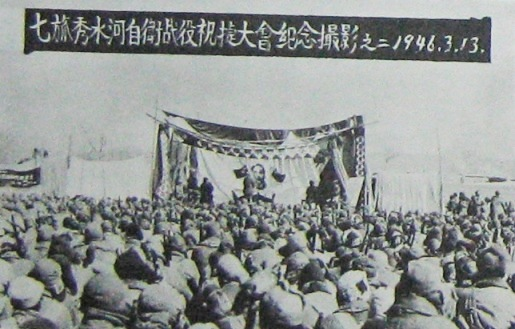
秀水河战役的胜利慶祝

东北人民解放军是第二次国共内战时期由中国共产党领导的位于中国东北的一支军队。自1945年成军，至1948年底，通过三年的战争，攻占中国东北全境，为中国共产党建立中华人民共和国奠定了基础。
部队最早可追溯至1945年9、10月间，由当地游击队（即东北抗日义勇军、东北抗日联军）和进入东北的关内解放区部队整合而成的东北人民自卫军和东北人民自治军。1946年1月，更名为东北民主联军。1948年1月，改称东北人民解放军，区分为东北军区和东北野战军两部，为一个总部领导。1948年3月后，将中华民国政府在东北的控制区压缩于长春、沈阳、锦州等数座孤城。当时东北人民解放军总兵力达75万人。其中东北野战军54个师75万人，包括12个步兵纵队、1个炮兵纵队、1个铁道纵队、15个独立师、3个骑兵师。同年8月，东北野战军设立了独立的领导机关。9月12日，开始辽沈战役。最终，东北人民解放军击败中华民国国军在东北境内的大部分部队，占领了东北全境。其后，东北野战军进入山海关内作战，于1949年3月改称中国人民解放军第四野战军。东北军区则成为中华人民共和国建国之初的大军区之一，后演变为沈阳军区、内蒙古军区。

## 历史

### 1945年
1945年8月8日，苏联政府对日宣战，随即出兵中国东北，对日本关东军发起全面进攻。八路军冀热辽军区遵照中共中央主席毛泽东和朱德总司令的命令，1945年10月31日，由进入东北的少量八路军、新四军和当地游击队东北抗日联军等约2万名军人组成东北人民自治军，总部位于佳木斯。
抗日战争胜利后，蒋介石领导的国民政府進行接收东北。中共中央为反击国民政府的计划，依据“向北发展，向南防御”的战略方针，决定从关内各解放区抽调一批部队和干部进入东北，会同东北原有部队执行发展东北的战略任务。先后调进东北的部队有：八路军山东军区直属队一部，第1、第2、第3、第6、第7师，第5师一部，鲁中、滨海、胶东、渤海等军区主力部队各一部，共6万余人；新四军第3师（辖第7、第8、第10旅，独立旅）3万余人；陕甘宁边区第359旅、警备第1旅、教导第2旅各一部以及延安抗日军政大学、延安炮兵学校学员等万余人；晋绥、冀中、冀鲁豫各1个团。以上连同先期进入的冀热辽部队一部共11万余人。同时，延安及各解放区的中共党政军干部约2万人，也陆续进入东北。10月31日，组成东北人民自治军，林彪任总司令，彭真任第一政治委员，罗荣桓任第二政治委员，吕正操任第一副司令，李运昌任第二副司令，周保中任第三副司令，肖劲光任第四副司令兼参谋长，程子华任副政治委员，伍修权任第二参谋长，陈正人任政治部主任。各部队到达东北后，一面阻击国军的进攻，一面着手发动群众，清剿土匪武装，组织和发展武装。到年底陆续成立了锦热、辽宁、辽东、辽西、辽北、吉林、松江、三江、嫩江、北安10个军区，东北人民自治军总兵力发展到27万人。 
1945年11月14日，东北人民自治军改称东北民主联军。为贯彻中共中央关于《建立巩固的东北根据地》的指示，东北民主联军把工作重心转向距离国民党占据的大中城市与较远的城市和乡村，以师（旅）为单位开始有重点地分散到东北各地，发动群众，清剿残余伪军和土匪，建立根据地。

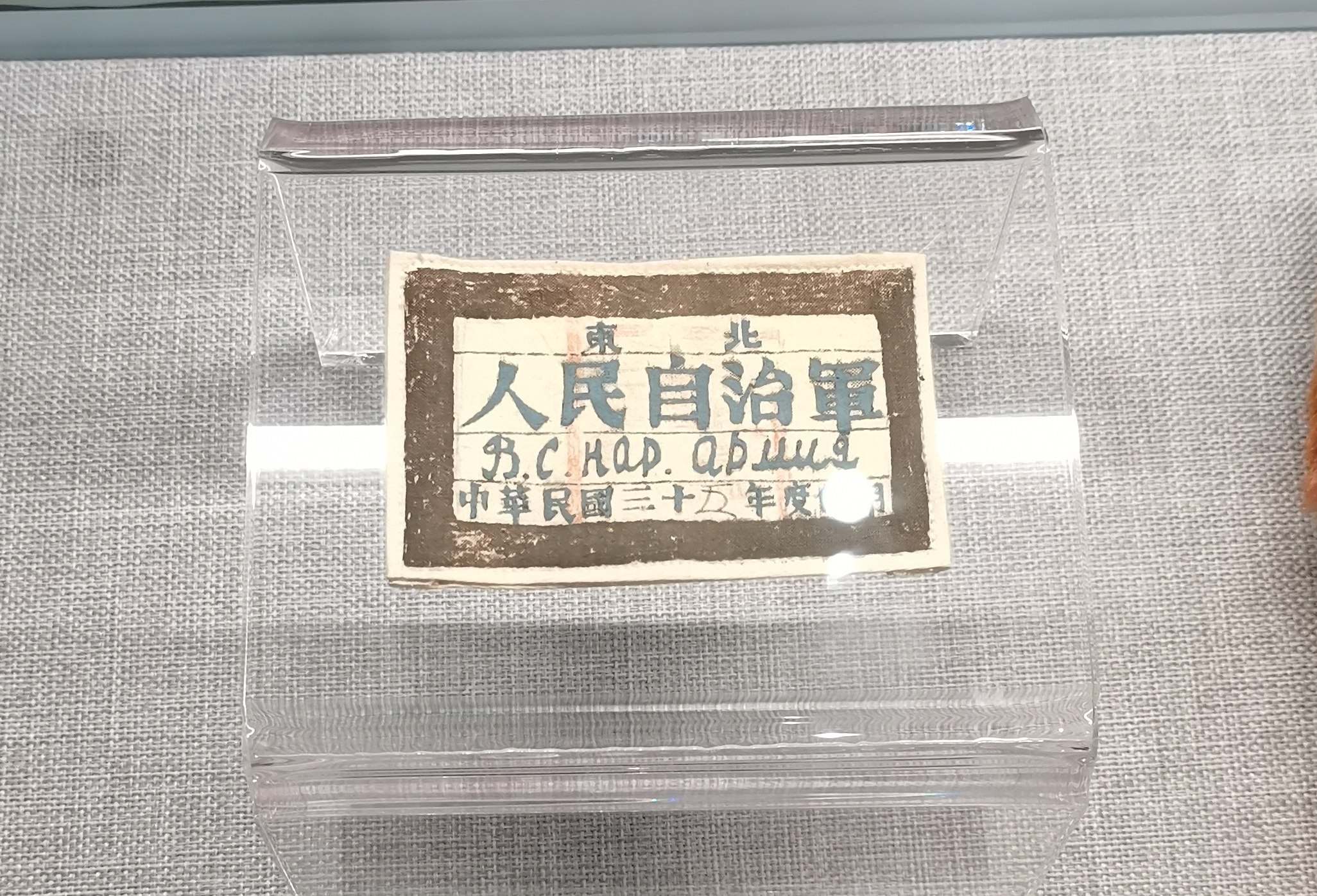
东北人民自治军胸章，辽沈战役纪念馆展出

### 1946年
到1946年3月，全区歼灭土匪7万余人。在这期间，对部队初步进行了整编，将原来划分的军区先后合并为东满、西满、南满、北满4个二级军区，实行新老部队合编，以主力的大部划归各军区指挥，重新调整了各省军区和军分区，抽调少数主力部队充实地方武装。后因情况变化，东北民主联军遵照中央军委的指示又逐步集中主力，进行了为时1个多月的四平戰役，最後遭到國軍新一軍、新六軍、七十一軍等部隊擊潰，作戰科長王繼芳攜帶大批文件投奔國軍。東北民主聯軍放棄了工事甚好的大城市長春。國軍把東北民主聯軍趕過松花江並一擧佔領長春、吉林等七十多個城鎮，為國共內戰中的「吉長之役」。蔣介石描述：「共匪當時潰敗的情況，及其狼狽的程度，實與其在贛南突圍（中共稱為「長征」）逃竄時的慘狀，只有過之而無不及。」

1946年6月下旬，东北民主联军根据中共中央对东北的斗争方针和中共中央东北局《关于东北目前形势与任务的决议》（“七·七决议”），决定利用国军战线延长、兵力分散、暂难继续大举进攻的时机，进一步集中力量清剿残余伪军和土匪，发动群众，进行土地改革，建立巩固的根据地。同时，加紧部队的整顿和建设。8月至10月间，先后以山东第1、第2师及原滨海支队为基础扩编为第7纵队，组成东北民主联军第1纵队；以华中第3师（欠第7旅）组成第2纵队；以山东第7师及华中第3师第7旅组成第6纵队。以上连同前已编成的第3、第4纵队，陕甘宁第359旅和南满独立第1、第2、第3师，全区共有野战军5个纵队、1个旅、3个独立师，约12万余人。为加强以炮兵为重点的特种兵建设，至1947年3月，建立了9个炮兵团，27个营，120个连，1个战车大队，1个高射炮大队，并以东北炮兵学校为基础成立炮兵司令部和政治部，以剿匪、“土改”中发展起来的骑兵部队，组成10个骑兵团和1个骑兵支队；成立了护路军司令部，将原分散各地护路部队3,400余人，统一整编为7个团，以维护和保证铁路交通的顺畅。此外，还分别成立了东北军政大学、东北医科大学和炮兵、工兵、测绘、通信、军需、汽车、航空、外国语等各种专业学校，有计划地训练各种人才，以供部队发展和作战的需要。 
为击败国军“南攻北守，先南后北”的进攻计划，1946 年10月下旬至11月初，东北民主联军发动新开岭战役，在辽宁宽甸西北地区全歼国军1个师。接着，又集中南北满主力进行“三下江南，四保临江”作战，歼灭大批国军，迫使其由进攻转为防御，东北解放区也得到了巩固和扩大。1947年4月20日，中共中央决定将晋察冀军区之冀热辽军区及所属部队共8万余人划归东北民主联军建制，东北民主联军的总兵力达46万人。

### 1947年
1947年5月中旬，东北民主联军转入战略性反攻，在长春至沈阳段和沈阳至吉林段铁路两侧地区发动了夏季攻势，歼国军8万余人。7月1日，东北民主联军夏季攻势结束。:8377攻势历时50天，歼灭国军8.3万，攻佔城镇42座，扩大解放区16万平方公里。:8377国军被压缩在中长铁路、北宁铁路地帶少数据点上，被迫由全面防御转入重点防御。:83778至9月间，以12个独立师（旅）编成第7、第8、第9、第10纵队，并成立了南满、冀察热辽两个军区前方指挥所（后改称第1、第2前方指挥所）。9月中旬，东北民主联军又集中9个纵队的兵力发动秋季攻势，歼灭国军6.9万余人，攻克城市15座，进一步掌握了东北战场的主动权。
11月25日，周恩來代表中共中央致電各中央局及野戰軍，決定取消東北民主聯軍稱號，改稱東北人民解放軍。:846012月31日，新華社發表東北民主聯軍總部通告，經中共中央批准，東北民主聯軍自1948年1月起改稱東北人民解放軍。:8478

### 1948年
1948年1月1日，东北民主联军改称东北人民解放军，区分为东北军区和东北野战军，以原民主联军总部机关为军区兼野战军领导机关，林彪任司令员兼政治委员，高岗任第一副司令员兼副政治委员，吕正操、周保中、肖劲光任副司令员，罗荣桓任第一副政治委员，陈云、李富春任副政治委员，刘亚楼、伍修权任参谋长，谭政任政治部主任。2月，以9个独立师（旅）编成第1第11、第12纵队。1947年12月15日至1948年3月15 日，东北野战军在零下30度左右的严寒天气，发动了为期90天的冬季攻势作战，歼灭国军15.6万余人，收复城市18座，将国军压缩于长春、沈阳、锦州等几处互相不能联系的孤立地内，东北解放区的面积扩大到全东北的97%，解放区人口占东北的86%，为全歼东北地区的国军奠定了基础。为适应大规模进攻作战的需要，东北人民解放军加强了二线兵团的建设，从1947年7月至1948年11月，先后组织训练了164个团，为主力部队输送新37万官兵。并加强炮兵建设，在炮兵司令部下成立了炮兵纵队，统一指挥与管理所属炮兵部队。各步兵纵队、师、团也分别扩建了炮兵团、营和连。全区拥有战防炮、迫击炮1600余门，山炮、野炮、榴弹炮、加农炮600余门，高射炮116门。1948年7月，以护路军所属部队为基础扩编为铁道纵队，下辖4个支队，共1.7万余人。至8月止，东北人民解放军总兵力已发展到103万人。为便于作战指挥，8月14日，建立了单独的东北野战军领导机关，由林彪兼司令员，罗荣桓兼政治委员，刘亚楼兼参谋长，谭政兼政治部主任。原第1前方指挥所改为东北野战军第1兵团部，肖劲光任司令员，肖华任政治委员；原第2前方指挥所改为东北野战军第2兵团部，程子华任司令员，黄克诚任政治委员。此时，东北野战军下辖2个兵团部，12个步兵纵队，15个独立师，1个炮兵纵队，1个铁道纵队，3个骑兵师，1个坦克团等共70余万人。9月12日，东北野战军主力南下北宁线举行辽沈战役，至11月2日结束，历时52天，歼灭国军47.2万余人，占領了东北全境。从此，东北野战军成为中国人民解放军的一支战略机动部队。 
1948年11月13日，东北野战军所属第1至第12纵队，按照中央军委规定的统一序列，改称中国人民解放军第38、第39、第40、第41、第42、第43、第44、第45、第46、第47、第48、第49军，每军4个师5至6万余人；另以长春投共的国军第60军编为第50军。部队的装备由于辽沈战役的大量缴获而得到很大改善。11月14日，東北野戰軍先遣兵團到達河北薊縣地區，隱蔽集結待命。:872911月下旬，东北野战军奉命入关。

### 1949年
1948年11月29日至1949年1月31日，东北野战军与华北军区第2、第3、第4兵团及地方武装一部举行平津战役，历时64天，歼灭和改编国军52万余人，解放了除绥远一隅和太原、新乡等少数孤立据点以外的华北全境。 
根据中共中央军委1949年1月15日和3月7日的命令，东北野战军于3月11日改称中国人民解放军第四野战军，林彪任司令员，罗荣桓任政治委员，萧克任参谋长，谭政任政治部主任。下辖4个兵团：第12兵团，肖劲光任司令员兼政治委员，辖第40、第45、第46军；第13兵团，程子华任司令员，肖华任政治委员，辖第38、第47、第49军；第14兵团，刘亚楼任司令员，莫文骅任政治委员，辖第39、第41、第42军；第15兵团，邓华任司令员，赖传珠任政治委员，辖第43、第44、第48军及两广纵队；原野战军所属之特种兵指挥机关改称特种兵司令部，辖2个炮兵师，1个装甲师，1个高炮指挥所和1个工兵指挥所。原铁道纵队扩编为铁道兵团，归军委直接指挥。 

## 建制
司令員林彪，政委羅榮桓。

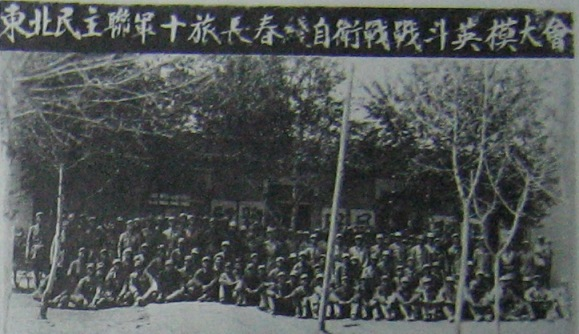
1946年長春大會

第一兵团 约10万人，司令员萧劲光，副司令员陈伯钧，政委肖华，政治部主任唐天际，参谋长解方，副参谋长潘朔端。
第二兵团，司令员程子华，政委黄克诚。
- 第1纵队　李天佑（3個師）
- 第2纵队　司令员刘震，政委吴法宪，参谋长吴信泉，下设三个师：
  - 第4师
  - 第5师
  - 第6师
- 第3纵队　韓先楚（3個師）
- 第4纵队　吳克華（3個師）
- 第5纵队　萬毅（3個師）
- 第6纵队 司令员陈光→洪学智↔黄永胜（代），副司令员杨国夫、李作鹏，政委赖传珠，参谋长黄一平。下设三个师：
  - 第16师，师长李作鹏，副师长王东保，政委张池明 ，参谋长冯精华。
  - 第17师，师长龙书金，副师长李培功，政委徐斌洲 ，参谋长陈毅斋。
  - 第18师，师长阎捷三，副师长黄荣海，政委袁克服，参谋长周明国。
- 第7纵队　鄧華（3個師）、副政委谭甫仁
- 第8纵队　黃永勝（3個師）→ 段苏权（代）
- 第9纵队　詹才芳（3個師）
- 第10纵队　梁興初（3個師）
- 第11纵队　賀晉年（3個師）
- 第12纵队 司令员钟伟，副司令员熊伯涛， 政委袁升平，参谋长王亢。下设三个师：
  - 第34师，师长温玉成，政委谭友林。
  - 第35师，师长王奎先，副师长李光汉，政委栗在山。
  - 第36师，师长沈启贤，副师长郑贵卿，政委王建中，参谋长席庶民。
- 砲兵纵队　朱瑞（阵亡）→蘇進
- 独立第6师，师长邓克明，副师长金宇、马逸飞，政委钟人仿，参谋长刘甦。
- 独立第7师，师长罗华生，副师长程启文、余勋光，政委邱子明，参谋长刘可天。
- 独立第8师，师长王人贵 ，副师长蔡久，政委邹衍。
- 独立第9师，师长廖仲符 ，副师长罗文华，政委钟民，参谋长冉泽。
- 独立第10师，师长赵东寰 ，副师长邓忠仁，政委崔国辉，参谋长王玉峰。
- 独立第11师，师长王效明 ，副师长李德山，政委宋景华，参谋长康干生。